# Алешо, Александр Гаврилович
Александр Гаврилович Алешо (9 [21] ноября 1890, Грушка, Подольская губерния — 4 апреля 1922, Киев) — русский и украинский советский антрополог и этнограф, председатель музейной секции художественно-промышленного отдела Народного комиссариата просвещения РСФСР.

## Биография
Родился селе Грушка Балтского уезда Подольской губернии (ныне Ульяновка Кировоградский области). После окончания Уманской классической гимназии (1910) учился в Киевском и Петербургском университетах в группе географии и этнографии естественного отделения физико-математического факультета. Участник нескольких научных экспедиций Русского антропологического общества по Киевщине в 1911 году, а 1912 году — по Уралу, Пермской, Уфимской и Оренбургской губерниям. По поручению этнографического отделения Русского музея Александра III осуществлял антропологические исследования и собирал этнографические коллекции на Херсонщине (1913—1914). Во время Первой мировой войны участвовал в научной экспедиции в оккупированную Россией часть Малой Азии (1916).
В мае 1917 года мобилизован на военную службу, обучался в Павловском военном училище. Сотрудник Русского музея (1918). Член Комиссии по составлению анкеты для этнографического изучения населения Украины; действительный член Русского географического общества, Комиссии по изучению этнического состава населения России при РАН, Русского антропологического общества при Петербургском университете и др. В 1918 году переехал в Киев, организовал курсы Естественного факультета, вечерние курсы Украинского рабочего клуба, где читал лекции по антропологии и этнографии. Сотрудничал с кооперативным издательством «Культура», был редактором в «Книгоспілці». С января 1919 — действительный член-секретарь Украинского научного общества в Киеве, председатель секции быта сельскохозяйственных рабочих, председатель этнографической секции Губкопису и редакции «Крайвидаву» по антропологии, этнографии и истории первобытного общества. В 1918—1919 годах — председатель музейной секции художественно-промышленного отдела Наркомпроса. Исследователь наследия своего учителя Ф. Вовка, основатель музея антропологии и этнологии имени Ф. Волкова при ВУАН (29 февраля 1921), автор «Устава музея» (июль 1921). Для создания музея организовал перевоз коллекций Вовка из Петербурга в Киев. Управляющий (с 2 ноября 1921) секцией этнографии Археологической комиссии ВУАН.
Скончался в Киеве весной 1922 года.

## Сочинения
- Антропометричні досліди українського населення Уманського і Таращанського повітів на Київщині. К., 1919.